# Salomon Kreander
Salomon Kreander, född 1 januari 1755 i Alavo, död 20 juli 1792 i S:t Marie, var professor i ekonomi vid Akademien i Åbo och jurist.

## Biografi
Salomon Kreander var elev i Vasa trivialskola åren 1764–1769. Trots faderns tidiga bortgång kunde han fortsätta sin skolgång eftersom modern gifte om sig med faderns efterträdare som kaplan i Alavo. År 1770 inledde han sina akademiska studier i Åbo och redan år 1775 kunde han disputera för magisterexamen. Han hade då åtnjutit ett stipendium ur löjtnant Erik Ekestubbes fond och kung Gustav III var närvarande vid hans disputation. Ämnet var Om möjeligheten, sättet och nyttan, at utan ängar sköta landtbruket. Hans studieprestation var tydligen av hög nivå eftersom han redan följande år i en ålder av 21 år utsågs till docent i ekonomilära och erhöll  Patriotiska sällskapets pris. År 1777 avlade han ytterligare juris licentiatexamen vid Uppsala universitet. Efter det utsågs han till extra ordinarie adjunkt i juridik vid Akademien i Åbo. År 1778 registrerades han som auskultant vid Åbo hovrätt.
I en skandalomsusad tjänstetillsättning utsågs Kreander år 1780 till Pehr Kalms efterträdare som professor i ekonomi i Åbo. Kalm hade före sin död skrivit dels till universitetskansler Ulrik Scheffer, dels till ärkebiskop Carl Fredrik Mennander och föreslagit Kreander som sin vikarie. Han nämnde att Kreander hade räddat honom genom att betala avsevärda summor för Kalms skulder. Till professuren fanns nio sökande. Konsistorium ställde på förslag tre personer, i rangordning professorn i kemi Pehr Adrian Gadd, demonstratorn i botanik Carl Niclas Hellenius och docenten i naturhistoria i Lund Engelbert Jörlin. Kansler föreslog ändå att Kreander skulle utses och Gustav III följde 1780 hans förslag.
År 1781 prästvigdes Kreander, utsågs till kyrkoherde i S:t Marie socken och blev medlem av Åbo domkapitel. Han verkade som professor i ett drygt decennium men hans verksamhet begränsades av en svår lungsjukdom. Han generades mycket av konsistorie- och fakultetssammanträden men måste ändå åta sig att vara rektor under åren 1788–1789. Han kallades också till medlem i Kungliga Vetenskaps- och vitterhetssamhället i Göteborg. Ännu kort före sin död var han promotor vid filosofiska fakultetens promotion. I sin lönesocken är Kreander främst ihågkommen som den som fick en ny prästgårdsbyggnad till stånd. Den byggdes åren 1787–1791 i tegel med en mittdel i två våningar och flyglar i en våning. Byggnaden höjdes i början av 1900-talet så att den helt är i två våningar. Kreander lyckades år 1781 utverka rätt för sin kollega medicine professorn Johan Haartman att bygga ett gravkapell på S:t Marie kyrkogård. Vid sin död i lungsot var Kreander bara 37 år gammal.

### Familj
Salomon Kreander var son till kaplanen i Alavo Johan Kreander (1718–1767) och hans andra hustru Katarina Elisabet Ruuth (1730–1798).
Kreander var gift 1782 med Dorothea Johanna Lovisa De la Myle (1762–1789), dotter till kaptenen, possessionaten Carl Johan De la Myle (d. 1798) och Agata Lovisa von Brunnengräber (1724–1787).
Den enda av deras fyra döttrar, som levde till vuxen ålder, Johanna Elisabet (1784–1810) var gift med kyrkoherden i Ilmola Erik Johan Frosterus (1776–1826).

### Publikationer
- Avhandlingar för vilka Salomon Kreander har varit respondent